# Talence
Talence (gaskonsko Talença) je južno predmestje Bordeauxa in občina v jugozahodnem francoskem departmaju Gironde regije Nove Akvitanije. Leta 2009 je naselje imelo 40.793 prebivalcev.
V Talence se nahaja znanstvena univerza Université Bordeaux I.

## Geografija
Talence leži v pokrajini Gaskonji 4 km južno od središča Bordeauxa in je za sosednjima Mérignacom in Pessacom njegovo tretje največje predmestje.

## Uprava
Talence je sedež istoimenskega kantona, vključenega v okrožje Bordeaux.

## Zanimivosti
- Château de Thouars iz 13. stoletja,
- cerkev Žalostne Matere Božje,
- Château Peixotto,
- Château Margaut.

## Pobratena mesta
- Alcalá de Henares (Madrid, Španija),
- Trikala (Tesalija, Grčija).